# Walentin Taratynow
Walentin Taratynow (russisch Валентин Таратынов, engl. Transkription Valentin Taratynov; * 24. Juni 1948) ist ein ehemaliger sowjetischer Mittelstreckenläufer, der sich auf die 800-Meter-Distanz spezialisiert hatte.
Bei den Leichtathletik-Halleneuropameisterschaften 1971 in Sofia siegte in der 4-mal-800-Meter-Staffel die sowjetische Mannschaft in der Besetzung Taratynow, Stanislaw Meschtscherskich, Alexei Taranow und Wiktor Semjaschkin und stellte dabei mit 7:17,8 min einen Hallenweltrekord auf. 1972 gewann Taratynow bei den Halleneuropameisterschaften in Sofia mit dem sowjetischen Quartett Silber in der 4-mal-720-Meter-Staffel.
Seine persönliche Bestzeit von 1:47,8 min stellte er am 19. Juli 1971 in Moskau auf.